# Eisenbahnbrücke Beratzhausen
Die Eisenbahnbrücke Beratzhausen über die Schwarze Laber ist mit einer Länge von 180 Metern und einer Höhe von 42 Metern die vierthöchste Eisenbahnbrücke Bayerns nach der Talbrücke Froschgrundsee, der Bartelsgrabentalbrücke und der Innbrücke Königswart.

## Lage und Umgebung
Die Brücke befindet sich rund 300 Meter östlich des Beratzhausener Ortsteils Friesenmühle. Sie verbindet die beiden Felsformationen Galgenberg im Osten und Mühlberg im Westen und überführt so die Bahnstrecke Regensburg–Nürnberg über das Tal der Schwarzen Laber. Das Bauwerk liegt rund 900 Meter südöstlich des Bahnhofs Beratzhausen.
Auf dem Galgenberg wurde 1872 ein Bahnwärterhaus errichtet, das nur über einen Schienenüberweg zugänglich war. Hier und auf der gegenüberliegenden Seite der Brücke wurden aufgrund der großen Flurbrandgefahr durch vorbeifahrende Dampflokomotiven Löschwasserbehälter aufgestellt. Im Jahr 1968 wurde das Bahnwärterhaus abgerissen.

## Geschichte

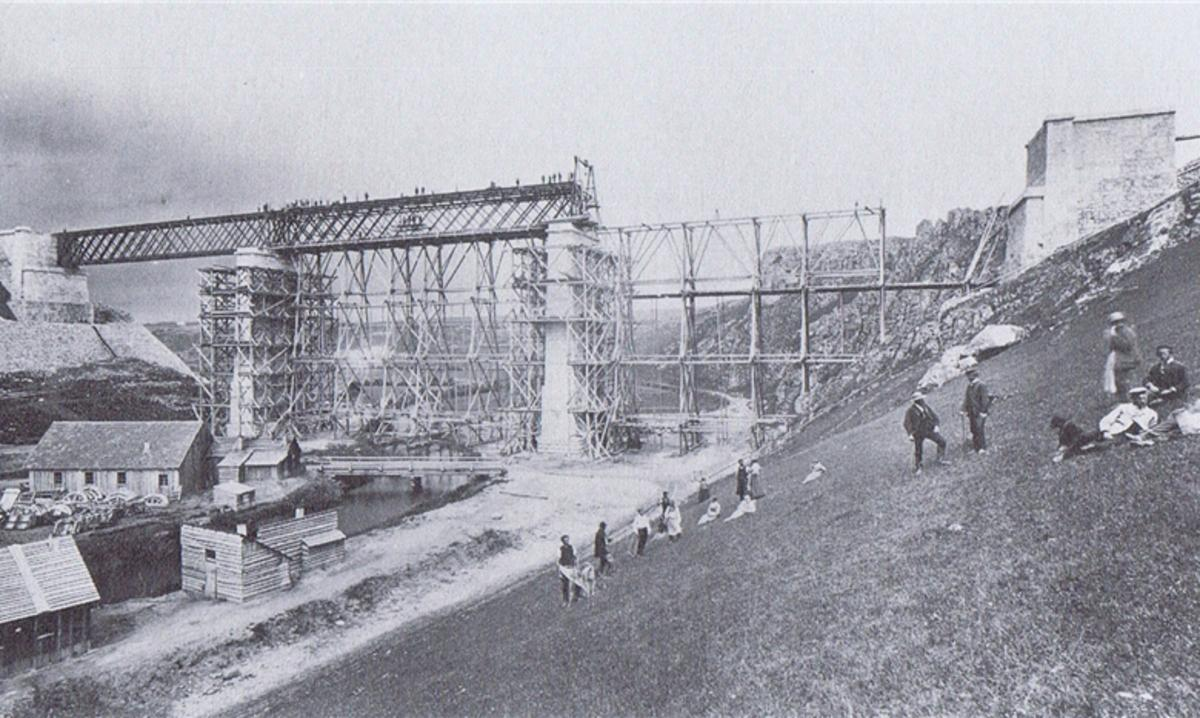
Bau der Eisenbahnbrücke mit ihrem ersten Überbau aus Eisen, um 1870

Zur Zeit ihrer Erbauung galt die Eisenbahnbrücke über die Schwarze Laber bei Beratzhausen als technische Meisterleistung. Sie wurde im Jahr 1869 im Zuge der neuen Verbindung von Regensburg nach Nürnberg projektiert. Ursprünglich hätte die Bahnstrecke über den Tangrintel und die Stadt Hemau führen sollen. Aufgrund des mangelnden Rückhalts auf Seiten der Hemauer Bürger und der topographischen Gegebenheiten wurde die Route über Beratzhausen mit Querung der Schwarzen Laber gewählt. Die Kosten für die Eisenbahnbrücke nahe Beratzhausen wurden auf 230.000 Gulden kalkuliert. Das Bauwerk wurde zwischen 1870 und 1872 errichtet. Den Auftrag der Bayerischen Ostbahn-AG, die die Bahnstrecke Regensburg–Nürnberg errichtete, erhielt der Nürnberger Industrielle Theodor von Cramer-Klett. Dieser führte mit seiner Firma, die eigens dafür über 1000 vorwiegend italienische Gastarbeiter einsetzte, den Bau aus. Am 1. Juli 1873 wurde der Streckenabschnitt rund um Beratzhausen zunächst eingleisig in Betrieb genommen und 1884 das zweite Gleis ergänzt. Im Jahr 1959 erfolgte die Elektrifizierung der Bahnstrecke über die Brücke.
Zwischen 1991 und 1992 wurden die 120 Jahre alten Gitterträger aus Eisen durch drei neue Fachwerkträger aus Stahl ersetzt, die als Strebenfachwerk ausgeführt sind.

## Beschreibung
Die dreifeldrige Stahl-Fachwerkbrücke ruht auf zwei konischen Pfeilern und zwei ebensolchen Widerlagern. Die gemauerten Pfeiler und Widerlager sind mit Steinquadern verkleidet.